# Пакшеньга (река)
Пакшеньга — малая река в Вельском районе Архангельской области, левый приток Большой Чурги. Длина — 30 км.

## Течение
Река берёт начало в 4,5 км на юг от деревни Ефремковская Вельского района на холмистой моренной возвышенности. На всём протяжении течёт на север и северо-восток. В верхнем течении на берегах реки расположено Пакшеньгское сельское поселение, получившее название от реки. В нижнем течении сильно петляет с образованием омутов. В среднем течении, после впадения ручья Каменный, ширина реки составляет 6 метров, а глубина 0,5 метров, а после впадении Шокши ширина русла достигает 10 метров.
Притоки: река Шокша, ручей Кобылий, ручей Плосский, ручей Каменный, река Северная.

## Данные водного реестра
- Бассейновый округ — Двинско-Печорский
- Речной бассейн — Северная Двина
- Речной подбассейн — Северная Двина ниже места слияния Вычегды и Малой Северной Двины
- Водохозяйственный участок — Вага

## Карты
- Лист карты P-38-85,86 Пасьва. Масштаб: 1 : 100 000. Указать дату выпуска/состояния местности.
- Лист карты P-38-97,98 Вельск. Масштаб: 1 : 100 000. Указать дату выпуска/состояния местности.